# Gorlickie Zagłębie Naftowe

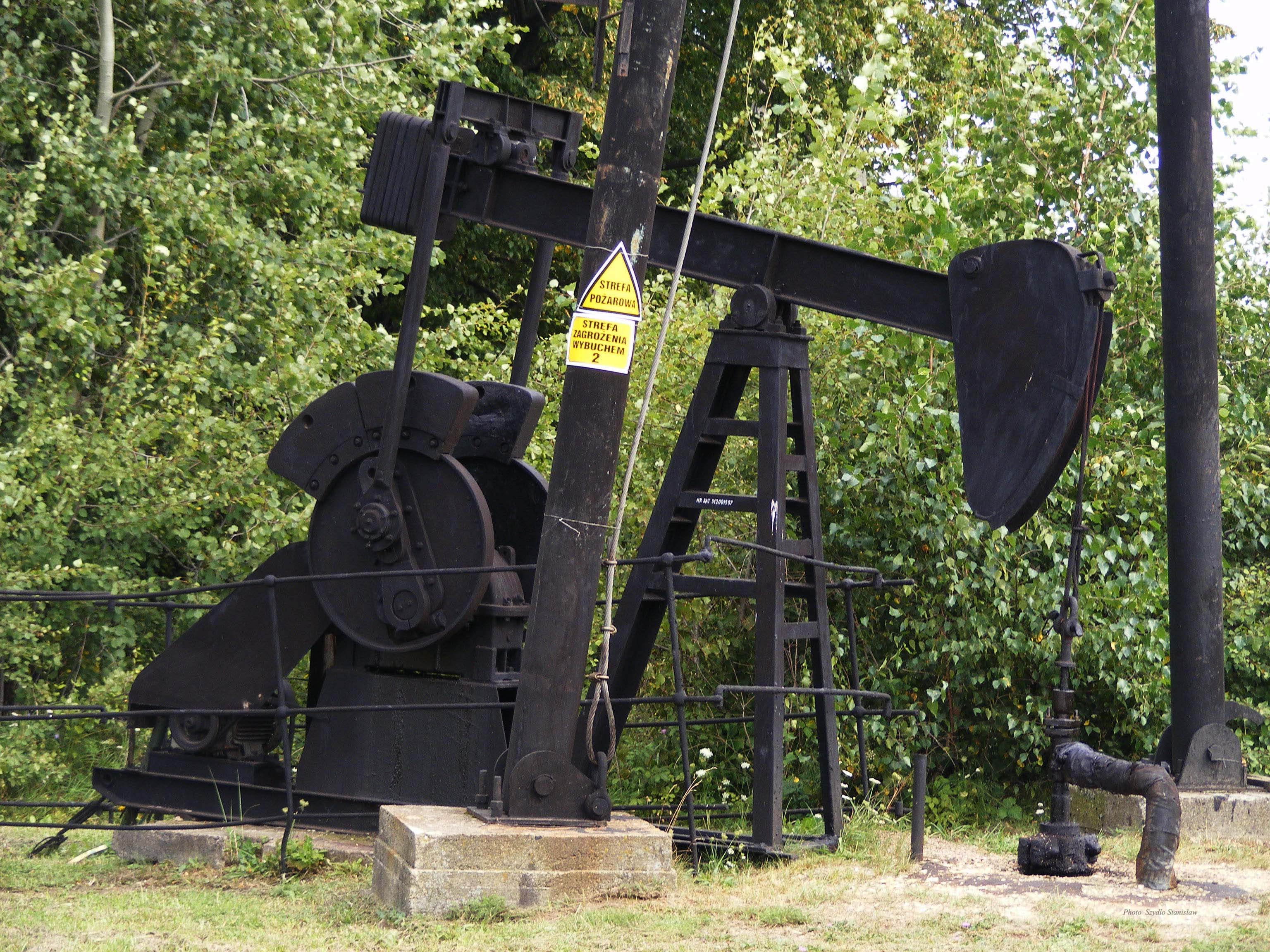
Kiwon w Bóbrce, fot. 2009

Gorlickie Zagłębie Naftowe – jeden z najstarszych obszarów wydobycia i przerobu ropy naftowej na świecie. Położony w Beskidzie Niskim w dorzeczu rzeki Ropy (niektórzy autorzy włączają w jego skład kopalnię ropy naftowej w Klęczanach koło Nowego Sącza). Główne miasto – Gorlice, pozostałe ważniejsze miejscowości: Biecz, Klęczany koło Nowego Sącza, Kobylanka, Kryg, Libusza, Lipinki, Męcina Wielka, Ropa, Sękowa, Siary. Działali tu m.in. Ignacy Łukasiewicz, William McGarvey, Albert Fauck, Władysław Długosz, książę Stanisław Jabłonowski. Obecnie w znacznym stopniu wyeksploatowane.

## Prapoczątki przemysłu naftowego w rejonie gorlickim
Płytko zalegająca ropa naftowa (zwana olejem skalnym) znana była mieszkańcom tego regionu od wieków. Wyciekając na powierzchnię gromadziła się w zagłębieniach terenu, potokach, stawach. Niekiedy zatruwała wodę w wykopanych studniach. Jej zbieraniem zajmowali się tzw. maziarze (inaczej łybacy, ropiarze), używając w tym celu warkoczy wykonanych z końskiego włosia bądź konopi. Gdy zapotrzebowanie zwiększyło się, kopano tzw. bęsie, tzn. zagłębienia do których napływała ropa. Wykorzystywano ją w lecznictwie ludowym m.in. na rany i owrzodzenia, przy przeziębieniach i gruźlicy oraz jako lekarstwo na motylicę u owiec i grudę u koni. Używano jej do zmiękczania skór, smarowania osi wozów i młynów.
W 1530 roku Seweryn Boner poszukiwał złota w Górze Chełm we wsi Ropa. Ropa naftowa zalała mu kopalnie uniemożliwiając dalszą pracę. Ukuło się wówczas powiedzenie: „ten kto w Ropie złota szukał, ropą się opłukał”. Grunty sołtysie nadawano w okolicznych wsiach np. w Męcinie Wielkiej z prawem zbierania oleju skalnego. Czyniono tak m.in. za panowania Jana III Sobieskiego. Teki Schneidera z 1808 roku mówią o sporze rodzin chłopskich Bylinów i Haluchów o wymiar pańszczyzny za korzystanie ze studzien ropnych w Siarach użytkowanych już ok. 1760 roku. W 1791 roku Jan Wybranowski wydzierżawiał chłopom studnie ropne na pograniczu Siar i Sękowej.

## Początki wykorzystywania ropy naftowej do celów przemysłowych
Książę Stanisław Jabłonowski założył w 1852 roku Fabrykę Asfaltu w Kobylance. Ropa do zakładu była dostarczana przez Jana Szymonowicza – właściciela Sękowej, Siar i Sokoła. W lipcu 1852 roku w tzw. „Pustym lesie” na pograniczu wsi Siary i Sękowa ks. Stanisław Jabłonowski „dostał szybem kopanym ropę naftową”. Kopanka miała 6 sążni (11,4 m) głębokości. Świadczy o tym list Kwiryna Rogowskiego uczestniczącego w Komisji Górniczej odbytej we wrześniu 1852 roku. Stwierdza on również, iż Stanisław Jabłonowski już na początku 1852 roku otrzymał w CK Sądzie Górniczym w Wieliczce „wyłączności górnicze” na obszar „Pustego Lasu”. Krakowski „Czas” w 1853 roku informowała o sprowadzeniu górników ze Śląska oraz odnalezieniu obfitych pokładów „surowca ziemnego” przez ks. Stanisława Jabłonowskiego. Ta sama gazeta w styczniu 1854 roku donosiła o odkryciu pokładów asfaltu w Męcinie, Dominikowicach i przedmieściu Gorlic Magdalenie. Powstawały kolejne kopalnie oleju skalnego w m.in. Lipinkach i Libuszy.

## Działalność Ignacego Łukasiewicza
Jesienią 1853 roku przybył do Gorlic Ignacy Łukasiewicz, prowadzący wcześniej we Lwowie wraz z Janem Zehem, zakończone powodzeniem, doświadczenia nad destylacją ropy naftowej i zastosowaniem jej do oświetlenia (31 lipca 1853 zaprezentował działającą lampę naftową w szpitalu we Lwowie). Zatrudnił się jako prowizor w aptece Ludwiki Bartkowej (według innych źródeł wydzierżawił aptekę Tomaniewicza) w Gorlicach. Kontynuował tutaj swoje badania. Prawdopodobnie posiadał własną kopalnię ropy naftowej w Męcinie Wielkiej. Należała do niego (wraz z Marcelim Grabowskim) kopalnia w Szymbarku oraz udziały w kopalni Jana Szymonowicza w Sękowej. W 1854 roku na placu w dzielnicy Gorlic Zawodzie zapłonęła pierwsza na świecie uliczna lampa naftowa.
Ignacy Łukasiewicz prowadził wówczas interesy również w okolicach Krosna i Jasła. W 1854 roku Tytus Trzecieski zainteresował wynalazcę lampy naftowej wyciekami ropy naftowej w Bóbrce koło Krosna. W tym samym roku doszło do założenia spółki pomiędzy Tytusem Trzecieskim (kapitał), Ignacym Łukasiewicz (wiedza) i Karolem Klobassą-Zrenckim (ziemia). Powstała kopalnia ropy naftowej w Bóbrce, na której terenie znajduje się obecnie skansen – Muzeum Przemysłu Naftowego i Gazowniczego im. Ignacego Łukasiewicza. W 1856 roku (źródła podają daty od 1854 do 1859) Ignacy Łukasiewicz wybudował destylarnia ropy naftowej w Ulaszowicach (obecnie część Jasła).